# Biserici de lemn din Cluj

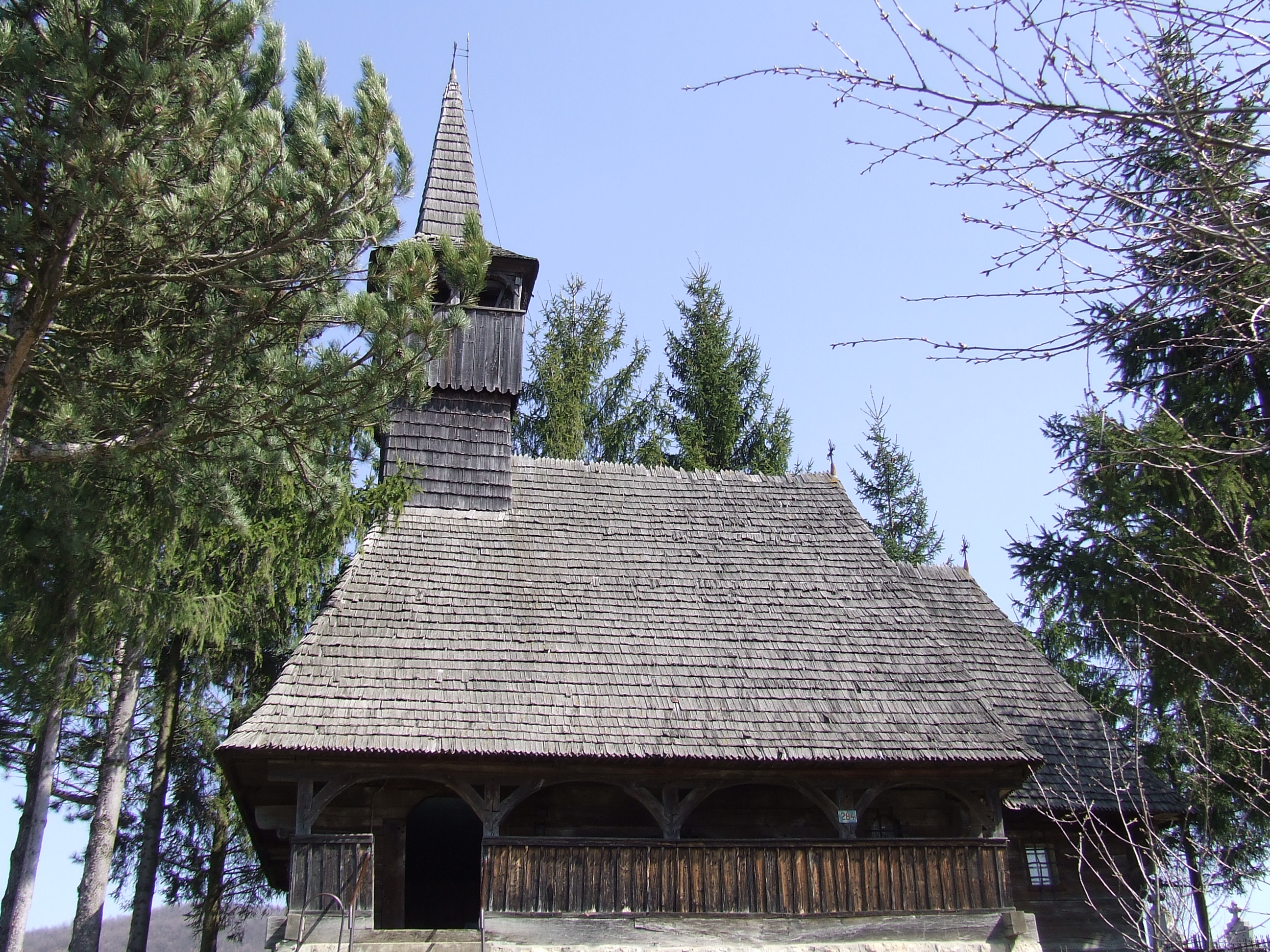
Biserica de lemn din Aghireşu Fabrici

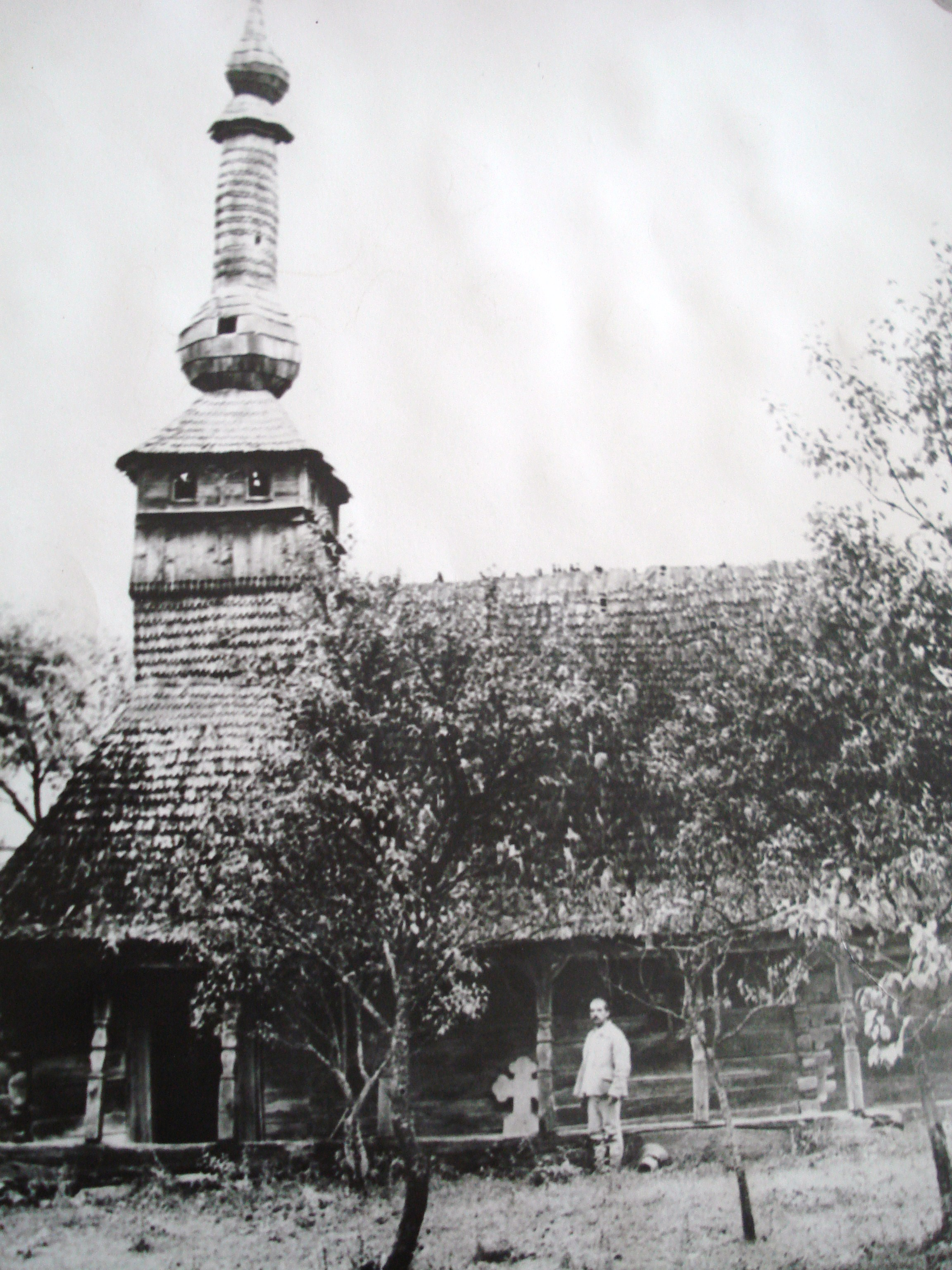
Biserica de lemn din Pâglişa, Cluj, imagine de arhivă

Bisericile de lemn din Cluj fac parte din grupul de biserici de lemn din Transilvania și din familia de biserici de lemn românești.

## Biserici de lemn clujene
- Agârbiciu
- Antăș
- Ardeova
- Aghireșu
- Aghireșu Fabrici
- Aiton
- Apahida
- Așchileu Mare
- Așchileu Mic
- Bădeni
- Băgaciu
- Băișoara
- Bălcești
- Bărăi
- Beliș
- Berindu Deal
- Berchieșu
- Bica
- Blidărești
- Bociu
- Boju
- Bonț
- Borșa strămutată în Adalin, Sălaj
- Bucea
- Buru
- Buza
- Cacova Ierii
- Căianu
- Călărași
- Călățele
- Calna
- Câmpia Turzii
- Cătălina
- Ceaba
- Ceanu Mare
- Cheia
- Chesău
- Chidea
- Ciubăncuța
- Ciuleni
- Ciucea
- Ciurila
- Cojocna
- Comșești
- Copăceni
- Cornești
- Crăești
- Cremenea
- Crișeni
- Cutca
- Dâncu
- Dângău Mare
- Dângău Mic
- Dealu Negru
- Dretea
- Elciu strămutată în Ciureni, Sălaj
- Escu
- Făgetu Ierii
- Filea de Jos
- Filea de Sus
- Finișel
- Frata
- Gârbău
- Gârbău Dejului
- Gilău
- Ghirolt
- Giurcuța de Sus
- Gligorești
- Hărcana
- Iara
- Jucu de Jos
- Lacu
- Leurda
- Leurda II
- Livada
- Luna de Sus
- Lungești
- Macău
- Măgura Ierii
- Măguri-Răcătău (Teleni)
- Mănăstireni
- Mărtinești
- Mihăești
- Mociu
- Moldovenești
- Muncel
- Muntele Rece
- Nadășu
- Năsal
- Nicula (veche)
- Nicula (nouă)
- Nima
- Ocolișel
- Osoi
- Pădureni
- Pădurenii
- Păniceni
- Pâglișa
- Petreștii de Mijloc
- Petreștii de Jos
- Pintic
- Podeni
- Poiana Horea
- Pruneni
- Pustuța
- Răchițele
- Sălișca Deal
- Sălișca Vale
- Săliște
- Săliștea Nouă
- Săliștea Veche
- Sâmboieni
- Sânpaul
- Sântejude
- Șardu
- Șutu
- Sava
- Sic
- Silivaș
- Someșu Rece
- Stolna
- Straja
- Suceagu
- Sumurducu
- Surduc
- Târgușor
- Tăuți
- Ticu
- Ticu-Colonie
- Tioltiur
- Tranișu
- Turea
- Valea Cășeielului
- Valea Drăganului
- Valea Groșilor
- Valea Ierii
- Vălișoara
- Vechea
- Viișoara
- Vișagu